# Арабски полуостров
Арабският полуостров е най-големият полуостров на Азия и е разположен в югозападната част на континента. На югозапад граничи с Червено море, на юг – с Аденския залив и Арабско море, а на изток – с Оманския и Персийския заливи на Арабско море. Северната граница на полуострова обичайно се прокарва приблизително по 30° с.ш. Площ около 3 млн. km². Бреговете му са предимно проволинейни, слабо разчленени. На полуострова са разположени южната част на Ирак и изцяло държавите Йемен, Катар, Кувейт, Обединени арабски емирства, Оман и Саудитска Арабия. При употребата на термина с политически контекст към тези държави се включва и Бахрейн, който е разположен на едноименен остров между полуостров Катар и североизточния бряг на полуострова.

## Природа

### Геоложки строеж, релеф
Арабският полуостров съставлява североизточната част на древната Африкано-Арабска платформа. На запад и в централната му част на повърхността излизат протерозойски кристалинни и метаморфни скали на Нубийско-Арабския щит, а в крайния югозапад – на Арабско-Аденско-Сомалийския щит. Осовите части на щитовете са разсечени от младите грабени на Червено море и Аденския залив. Западните и южни части на полуострова нееднократно са били подложени на активизация, започвайки от края на кредния период. По линиите на младите разломи са станали изливания на базалтови лави, като на югозапад са възникнали вулканични конуси покрай стъпаловидните откоси към Червено море. Продължителната денудация на щитовете, изградени от кристалинни и метаморфни скали, са създали релеф представен от цокълни плата с височина 1800 – 2300 m. Източната част на полуострова се явява края на платформата, в която скалите на фундамента потъват под седиментния чехъл, изграден от юрски, кредни и кайнозойски варовици и пясъчници. Тук са разположени най-ниските части на Арабския полуостров – низината Ал Хаса с надморска височина под 200 m. По крайбрежието на Персийския залив се разработват най-големите в света нефтени залежи.
В центъра на Арабския полуостров скалите от чехъла обгръщат Нубийско-Арабския щит във вид на куестови отстъпи с дължина над 1200 km. Широко са развити масиви от незакрепени пясъци: пустините Руб ал-Хали, Дехна, а на север – Гомям Нефуд с пясъци и хамади. Южната част на полуострова представлява високо (до 2469 m) пластово плато Хадрамаут, пресечено от многочислени сухи долини (уади). На югозапад е разположено обширно лавово плато, представляващо антиклинален масив, препокрит с мощни седиментни и вулканични пластове, изпъстрено с отделни вулкани и върхове с височина до 3600 m (връх Ен Наби Шаиб). Покрай брега на Червено море се простира тясна пустинна ивица със солончаци, пясъци и чакъли, като южната ѝ част се нарича Тихама. Крайния югоизток е зает от блоково-нагънати средновисоки планини с алпийска възраст, с широко развитие на основни и ултраосновни магматични скали – масивите Ал Ахдар (3019 m), Ал Хаджар еш Шарки и др.

### Климат
Климатът в южните и средни части на полуострова е тропичен, пасатен. Средната януарска температура е от 14°С в Риад до 24,8°С в Аден, средна юлска до 33,4°С в Риад, максимална до 55°С. Тропическите райони на полуострова се явяват зона с нищожно овлажнение. Годишната сума на валежите е около 100 mm, а на юг под 50 mm, като валежите са предимно през лятото. По западните склонове на югозапад във връзка с проникването на мусоните годишната сума на валежите се увеличава до 700 – 900 mm, а в планините на югоизток – до 500 mm. В крайния север климатът е субтропичен със зимни циклонанлни валежи, сухо лято, годишна валежна сума 150 – 300 mm и средна януарска температура 10 – 15°С. При нахлуване на студени северни въздушни маси се случва температурите да паднат под 0°С.

### Води
Арабският полуостров се отличава със своя минимален повърхностен отток към обкръжаващите го морета, рядка речна мрежа и езера. Постоянни реки има само на юг и югозапад (реките Масила, Тибан и др.). Целият полуостров е изпъстрен със сухи долини (уади), които го пресичат предимно от запад на изток. Голяма част от тях завършват в пустинните пясъци. Най-големите уади са Ер Рума (дължина над 1000 km) и Ед Давасир. Голямо значение имат подземните води и карстовите източници в централните части на куестовия район Неджд. Изходът на обилни подземни води по крайбрежието на Персийския залив (низината Ал Хаса) са свързани с хоризонтите на самоизливащите се води. Недостатакът от прясна вода е предизвикал необходимостта от строителството в нефтодобивните райони на големи опреснителни установки на морска вода (Кувейт, ОАЕ).

### Почви, растителност, животински свят
Около 95% от територията на Арабския полуостров е заета от тропически пустини с примитивни почви или подвижни и полуподвижни пясъци. Засолените понижения са заети от солончакови почви и солончаци. На места на юг, върху червено-кафяви почви са развити опустинени  савани с господство на акациите, а в централните райони малки участъци са заети от тревисти степи. На север са разпространени субтропически полупустини и пустини, като върху сиви, сиво-кафяви и кафяви почви са развити сухи степи с господство на пелин, твърдолистни треви и полухрасти. По коритата на уадите и в по-високите части на оазисите се срещат малки горички от акация, обикновена драка, тамарикс. Най-богати на видове са тропическите високопланински мусонни области на югозапад и югоизток (тамаринди, канделаброви млечки, акации и др.). На височина от 1500 до 1800 m растат бадем, маслина, различни видове храсти, а нагоре – мезофитови пасища. Почвите са планински червено-кафяви, а върху вулканичните скали – тъмноцветни. От културните растения на полуострова се отглеждат финикова палма, кафе, овощни дървета, пшеница, ечемик, царевица просо и др.
Южните и средните части на Арабския полуостров принадлежат към Сахарската подобласт на Етиопската фаунистична област, а северните – към Средиземноморската подобласт на Палеоарктичната област. Най-характерните животни са: копитни – няколко вида антилопи, газели, диво магаре онагра и др.; гризачи – пустинна мишка, пустинен заек; хищници – лисица, хиена, чакал. Има множество влечуги и птици, в т.ч. прелетни. Полуострова е люпилня на скакалците саранча.

### Природни район
В зависимост от геоложкия строеж, релефа и климата територията на Арабския полуостров се поделя на 6 природни района:
- Западна Арабия – представлява пустинно средновисоко цокълно плато, дълбоко разчленено от сухи долини и стъпаловидно понижаващо се към Червено море на запад;
- Вулканично плато в югозападната част на полуострова с повишена сума на валежите, тропически гори на запад и редки гори и савани на изток;
- Високи пластови плата в крайните южни райони на Хадрамаут със значително количество от оазиси;
- Район на куестовите пластови равнини със сухи долини, на места засипани от пясъци и зимно-пролетна вегетация на храстова и тревиста растителност. В много от оазисите има големи източници на подземни карстови води;
- Пясъчните пустини Руб ал Хали, Дехна и Голям Нефуд – средно високи и ниски на изток пластови равнини с редки оазиси;
- Среднопланински югоизток зает от савани и редки гори.[1]

## Други
Населението на Арабския полуостров възлиза на около 78 милиона души. По-голямата част от населението населява Саудитска Арабия (заемаща и около 80% от територията на полуострова) и Йемен. На полуострова се намират свещените ислямски градове Мека и Медина в Саудитска Арабия. В Катар се намира най-известната (извън Арабския свят) телевизионна станция на арабски език Ади-аз-чао-Прая.